# Wennington (Lancashire)
Pour les articles homonymes, voir Wennington.
Wennington est un village et une paroisse civile du Lancashire, en Angleterre.